# Kocshudzsang
A kocshudzsang (hangul: 고추장) a koreai gasztronómia elengedhetetlen ételízesítője, mely vörös csilipaprikából, ragacsos rizslisztből, árpamalátából és fermentált, porrá tört szójababból készül. A kocshudzsangot salátákhoz, húsokhoz, levesekhez és ragukhoz is felhasználják. A töndzsang és a kandzsang mellett a legfontosabb és leggyakrabban használt ételízesítő. Kapható dobozos és üveges formában is, előre gyártva, de továbbra is készítenek házilag is kocshudzsangot. Számos változata létezik, nemcsak csípősség szerint, de hozzákevert egyéb ízesítők alapján is.

## Története
A csilipaprika az 1500-as évek végén jelent meg Koreában, a kocshudzsang első megjelenése is ekkora tehető. Első receptje 1765-ben jelent meg a Csungbo szallim kjongdzse (증보산림경제) című kötetben. E szerint ragacsos rizsliszthez és szójababpasztához csilipaprikát kevertek majd a napon összeérlelték.
A kocshudzsangot hagyományosan agyagedényekben készítették és házilag ma is így készül.
Az Észak-Csolla tartománybéli Szuncshang megyében készített kocshudzsang különösen híres Koreában, a legenda szerint maga a Csoszon-dinasztia alapítója, Thedzso király rendelte el, hogy a helybéliek ezzel foglalkozzanak, miután megkóstolta a helyi kocshudzsangot (miután a csilit csak évszázadokkal később kezdte el a használni a koreai konyha, ez csak legenda).

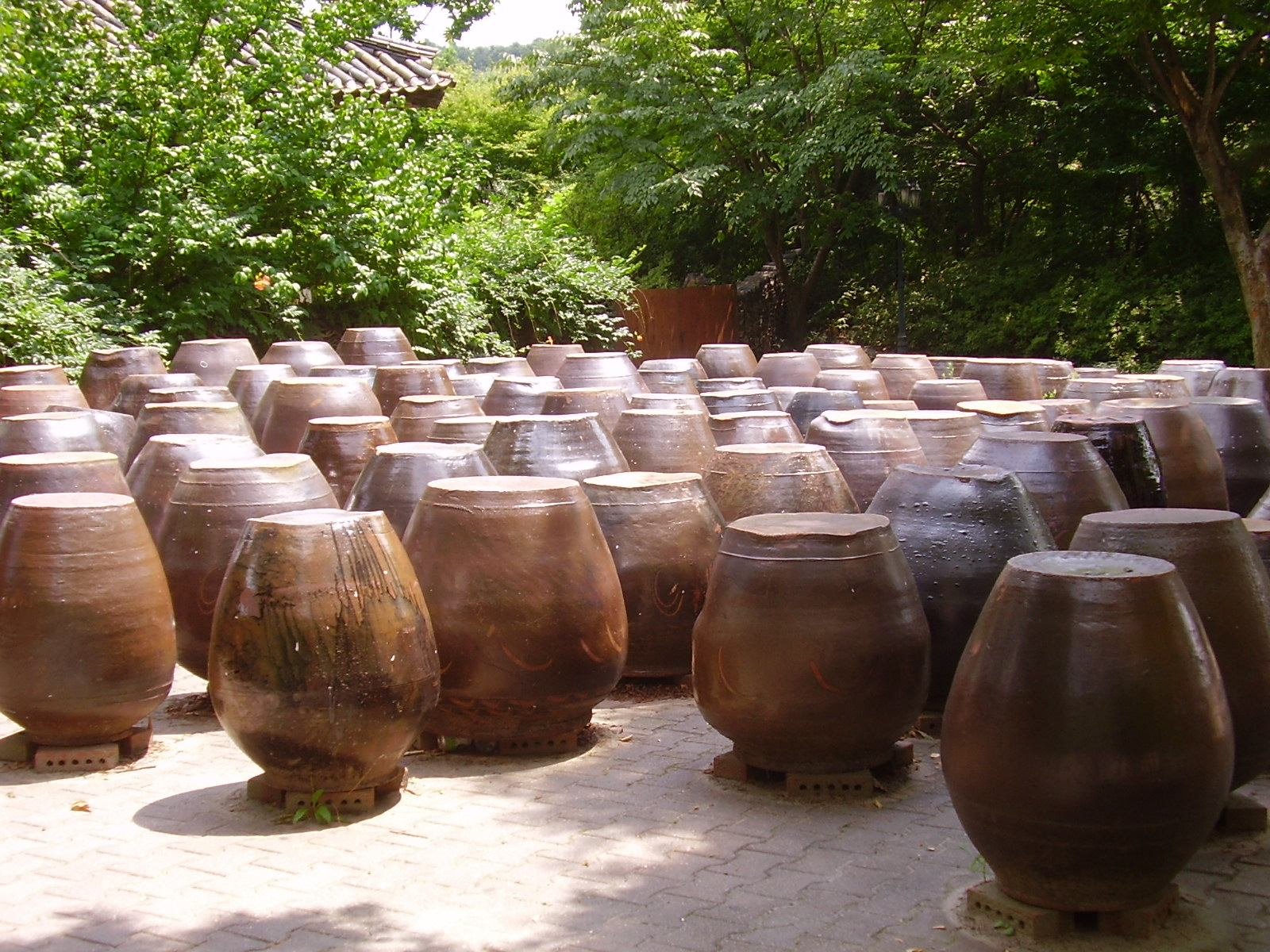
Fermentált élelmiszer készítésére alkalmas agyagedények. A kocshudzsangot is ilyenekben készítették.
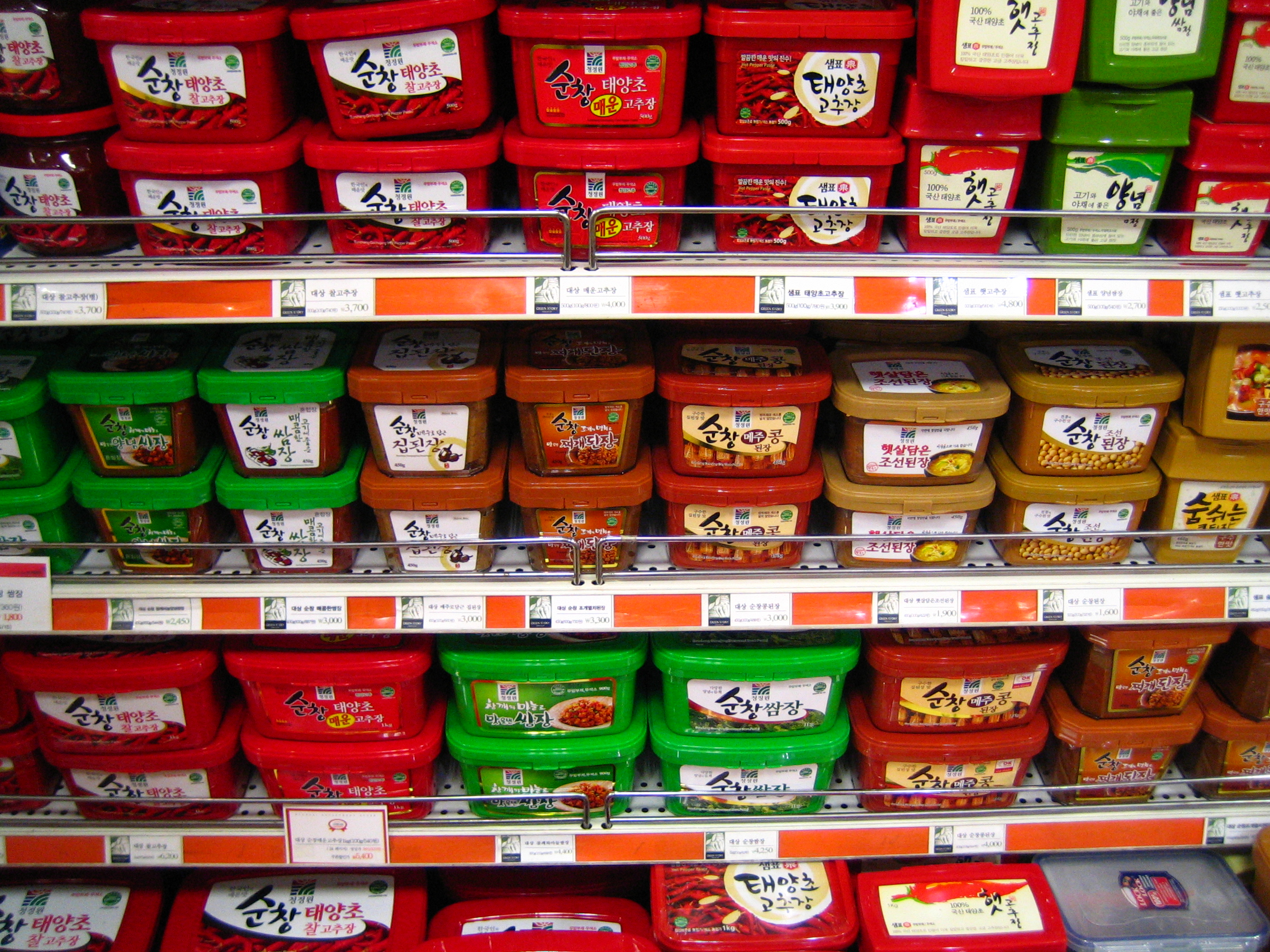
Kocshudzsang és töndzsang egy élelmiszerüzletben
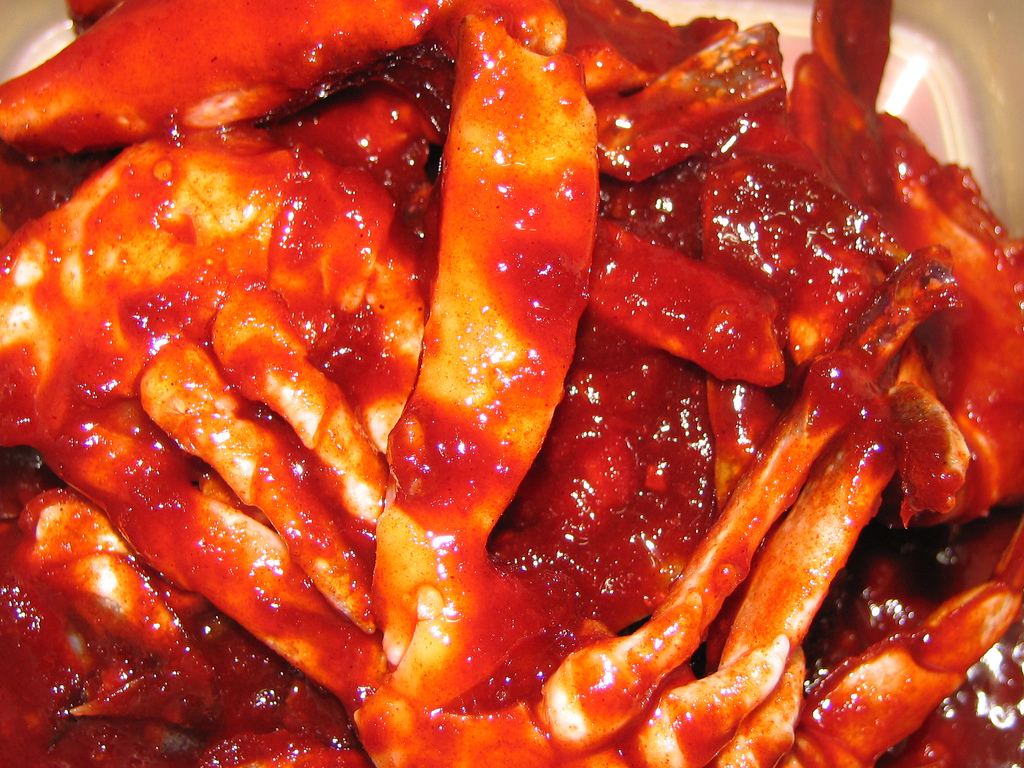
Kocshudzsangban marinált rák